# Моош
Моо́ш (фр. Moosch) — коммуна на северо-востоке Франции в регионе Гранд-Эст (бывший Эльзас — Шампань — Арденны — Лотарингия), департамент Верхний Рейн, округ Тан — Гебвиллер, кантон Серне. До марта 2015 года коммуна административно входила в состав упразднённого кантона Сент-Амарен (округ Тан).
Площадь коммуны — 15,25 км², население — 1785 человек (2006) с тенденцией к снижению: 1721 человек (2012), плотность населения — 112,9 чел/км².

## Население
Численность населения коммуны в 2011 году составляла 1736 человек, а в 2012 году — 1721 человек.
| 1962 | 1968 | 1975 | 1982 | 1990 | 1999 | 2005 | 2006 | 2008 | 2011 | 2012 |
| ---- | ---- | ---- | ---- | ---- | ---- | ---- | ---- | ---- | ---- | ---- |
| 1981 | 2016 | 1953 | 1897 | 1906 | 1912 | 1818 | 1785 | 1789 | 1736 | 1721 |

Динамика населения:

## Экономика
В 2010 году из 1071 человек трудоспособного возраста (от 15 до 64 лет) 775 были экономически активными, 296 — неактивными (показатель активности 72,4 %, в 1999 году — 72,5 %). Из 775 активных трудоспособных жителей работали 692 человека (365 мужчин и 327 женщин), 83 числились безработными (46 мужчин и 37 женщин). Среди 296 трудоспособных неактивных граждан 70 были учениками либо студентами, 131 — пенсионерами, а ещё 95 — были неактивны в силу других причин.
На протяжении 2011 года в коммуне числилось 733 облагаемых налогом домохозяйства, в которых проживало 1645 человек. При этом медиана доходов составила 19501 евро на одного налогоплательщика.

## Достопримечательности (фотогалерея)

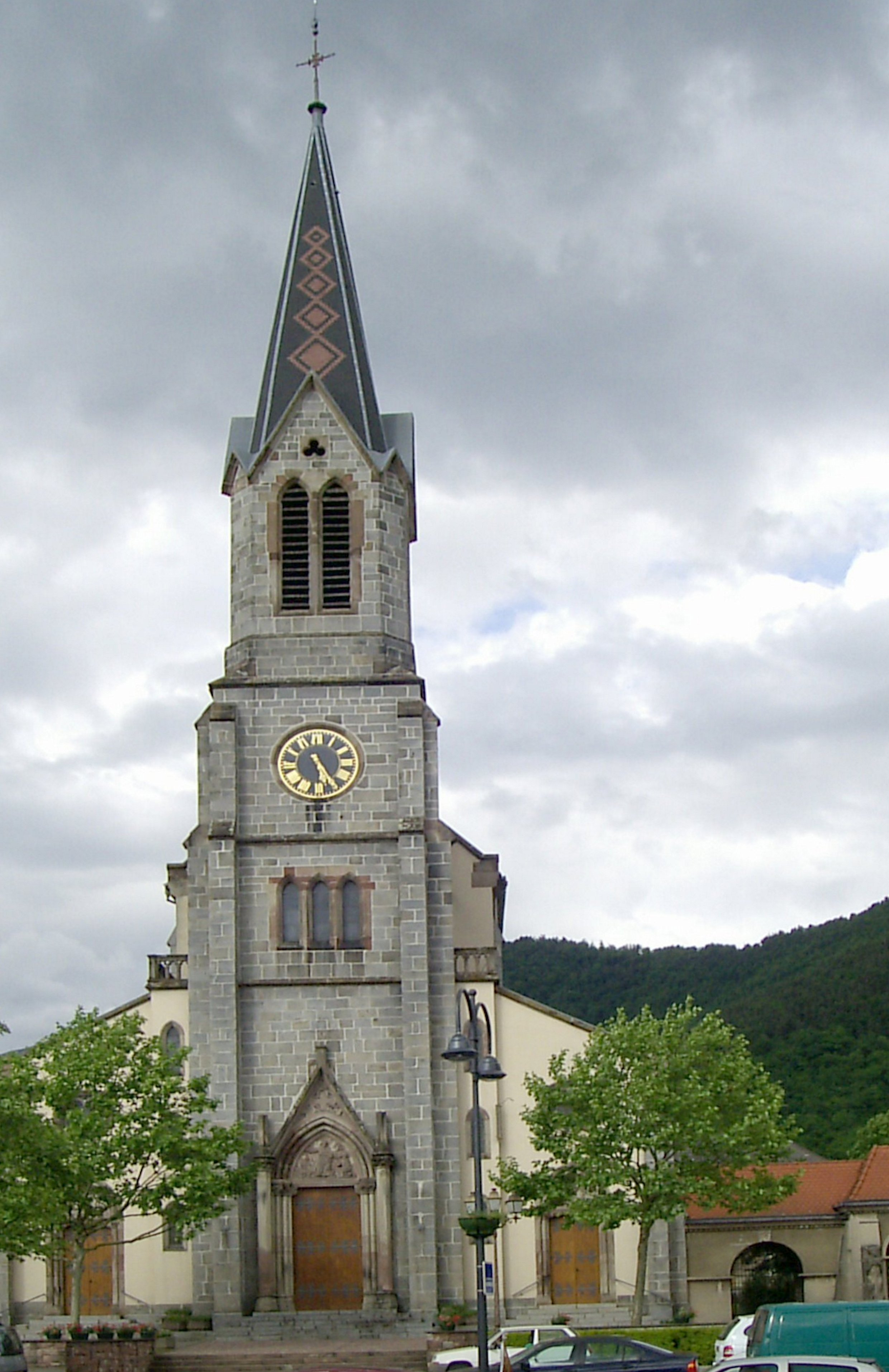
Колокольня